# Erich Maletzke
Erich Maletzke (* 14. März 1940 in Tempelburg, Landkreis Neustettin; † 4. Juni 2021 in Osterrade) war ein deutscher Journalist und Autor.

## Leben
Er ging in Rendsburg zur Schule und studierte in Kiel und Exeter Anglistik, Geschichte und Pädagogik. Er war Chefredakteur der Schleswig-Holsteinischen Landeszeitung in Rendsburg, anschließend Chefkorrespondent in Kiel für die 14 Blätter des Schleswig-Holsteinischen Zeitungsverlages (Flensburg). Er wohnte in einem historischen Bauernhaus in Dithmarschen.

## Schriften (Auswahl)
- Siegfried Lenz. Eine biographische Annäherung. Dritte, erweiterte und aktualisierte Auflage, zu Klampen, Springe 2021, ISBN 978-3-86674-629-9.
- Ein turbulentes Leben. Adam Olearius, Gottorfer Hofgelehrter. Ein dokumentischer Roman.  Wachholtz Murmann Publishers, Kiel/Hamburg 2016, ISBN 978-3-529-06368-8.
- Vincenzos Grappa-Gruft und andere Geschichten aus dem Tal der Lerrone. Literarische Porträts. Mit Fotos von Astrid Boelter, Ihleo-Verlag, Husum 2014, ISBN 978-3-940926-40-1.
- Tschüss, geliebte Macht. Aus dem Leben eines Abgewählten. Ein humoristischer Blick auf den politischen Betrieb. Wachholtz, Neumünster 2013, ISBN 978-3-529-06107-3.